# Debi Storm
Debi Storm (16 de julio de 1958) es una actriz estadounidense de cine, teatro y televisión, reconocida por su participación en las series de televisión El fugitivo y The Brady Bunch y por aparecer en algunas películas de Hollywood en las décadas de 1960 y 1970.

## Carrera
Comenzó su carrera en Hollywood en un programa de televisión infantil llamado Romper Room. A partir de ese momento hizo parte del reparto de numerosas películas y programas de televisión. Algunos de sus créditos incluyen interpretar a la hija de Bob Hope en Eight on the Lam, coprotagonizar junto al actor David Janssen la reconocida serie El fugitivo, además de su papel como Molly Webber en The Brady Bunch. Otros créditos televisivos incluyen I Spy, Adam 12, Big Valley, Dallas, Bonanza e Invaders, entre otros. Además de su trabajo en el cine, ha realizado alrededor de cien comerciales publicitarios. Debutó en el cine con apenas seis años en la película A Patch of Blue junto a Sidney Poitier. Debi ha sido miembro de Screen Actors Guild y AFTRA desde 1964.

## Filmografía seleccionada

### Cine
- A Patch of Blue (1965)
- Village of the Giants (1965)
- Hold On (1966)
- Eight on the Lam (1967)
- The Reluctant Astronaut (1967)
- Brotherhood of Satan (1971)
- Fun With Dick and Jane (1977)